# Wollaston (cràter)
Wollaston és un cràter d'impacte de la Lluna relativament petit (9,64 km de diàmetre), ubicat a l'Oceanus Procellarum. A al nord-oest es localitza el cràter Nielsen, de similar grandària, i a sud-est es troba Krieger, una mica més gran. Es localitzen diverses petites esquerdes al sud-oest de Wollaston, que formen part de les Rimae Prinz.

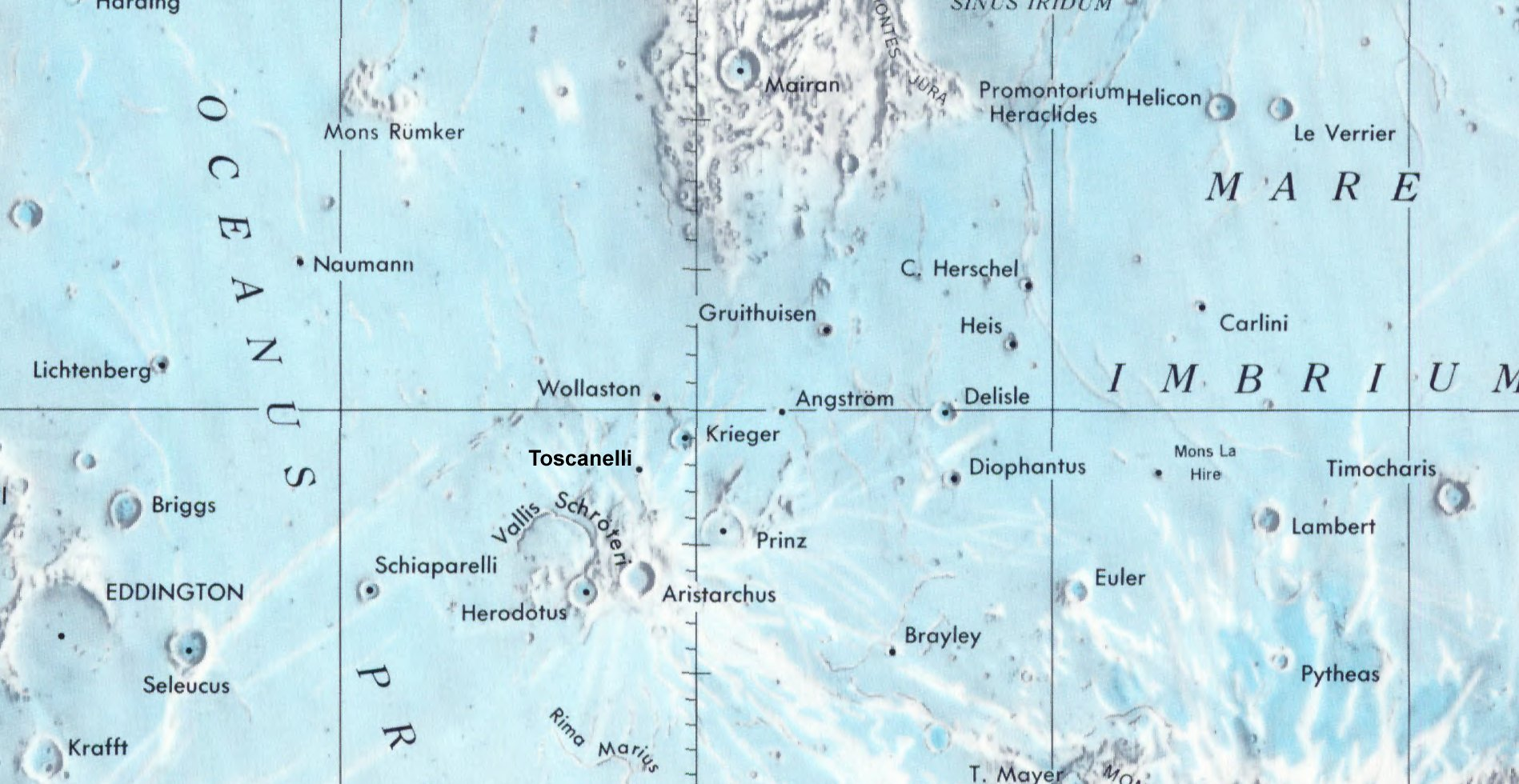
Localització de Wollaston (centre de la imatge)
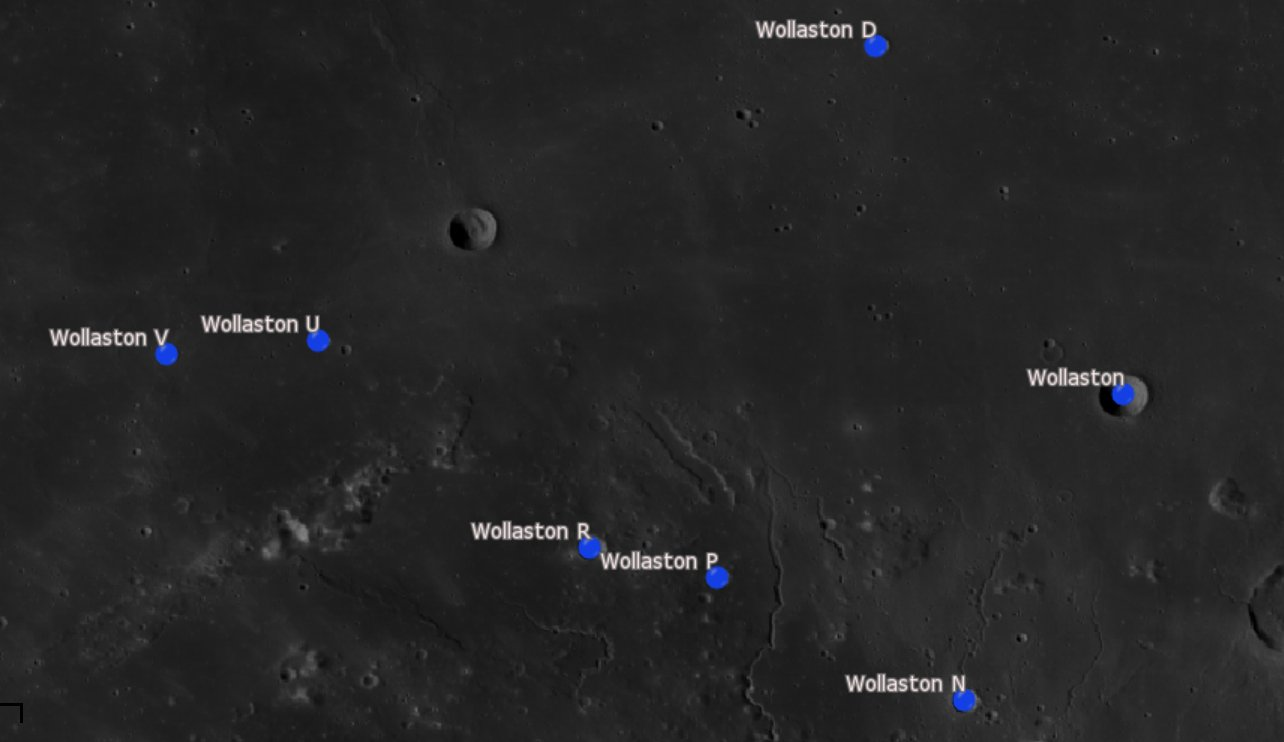
Cràters satèl·lits

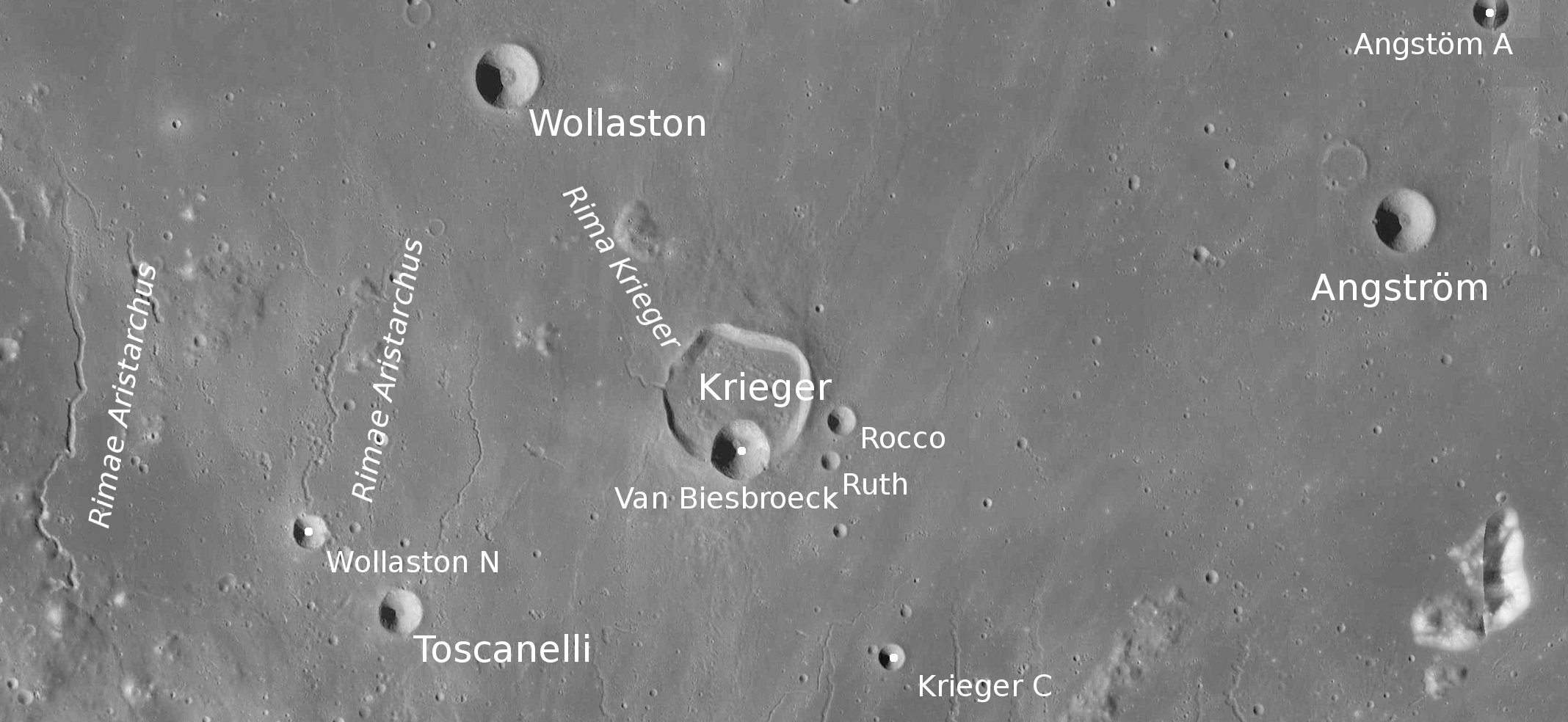
Rodalies de Wollaston. Fotografia de la missió Lunar Reconnaissance Orbiter

És un cràter circular amb forma de bol. La seva albedo és més alta que la de la mar lunar circumdant. Posseeix una vora elevada, lliure d'erosió per altres impactes, i està envoltat per una petita faldilla radial de materials ejectats.

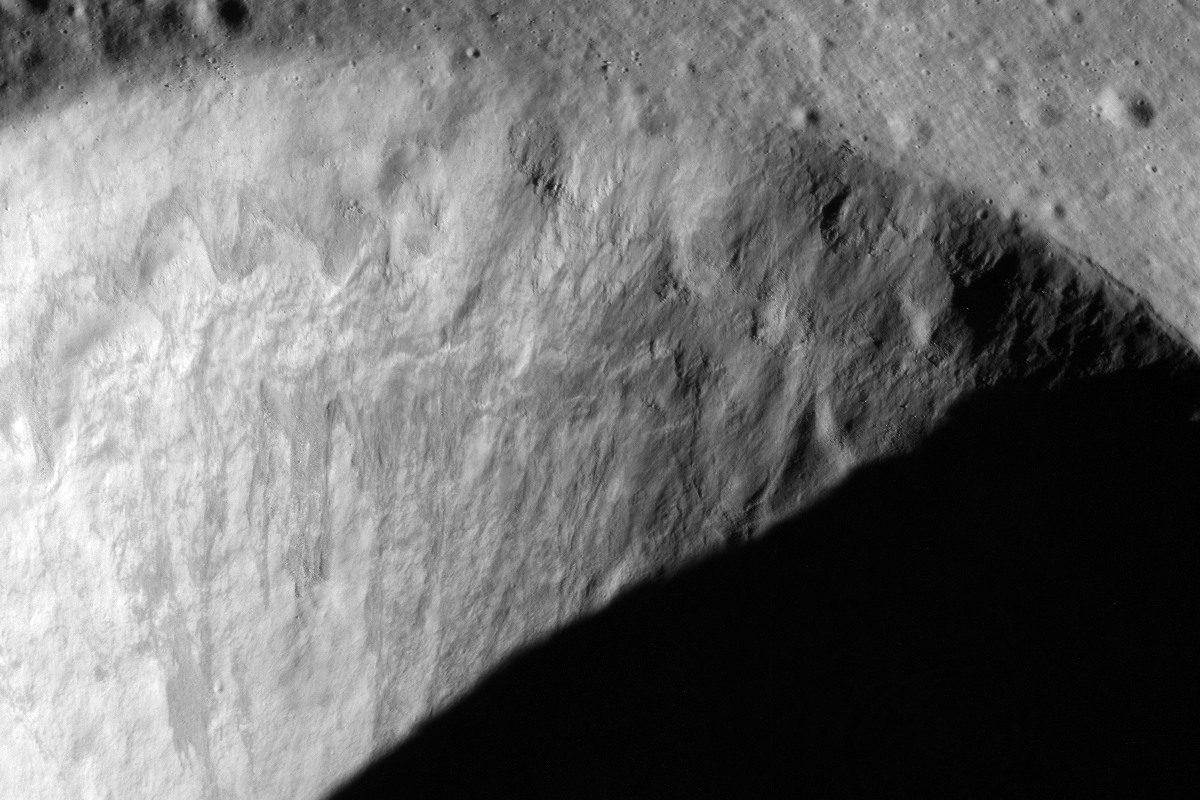
Detall de Wollaston. Fotografia de l'Apollo 15
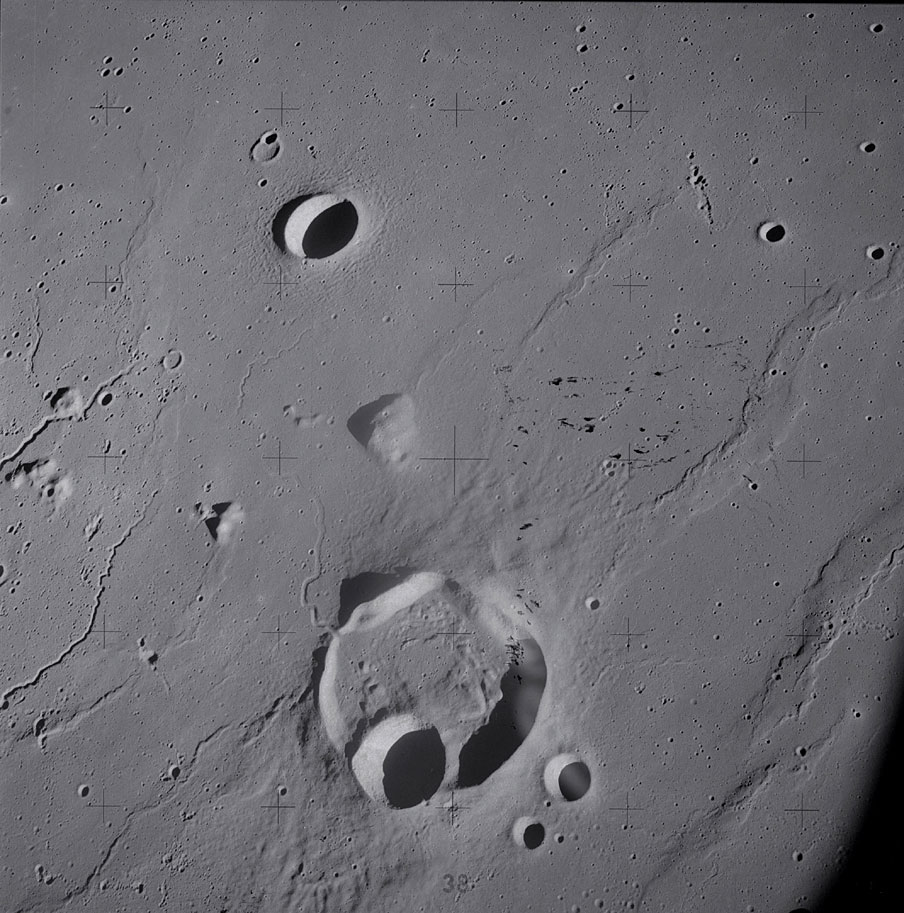
Wollaston (dalt a l'esquerra) i Krieger. Fotografia de la missió Apollo 15

## Cràters satèl·lits
Per convenció aquests elements són identificats en els mapes lunars posant la lletra en el costat del punt central del cràter que està més proper a Wollaston.
| Wollaston | Coordenades                          | Diàmetre |
| --------- | ------------------------------------ | -------- |
| D         | 33° 06′ N, 48° 42′ O / 33.1°N,48.7°O | 5 km     |
| N         | 28° 18′ N, 48° 06′ O / 28.3°N,48.1°O | 6 km     |
| P         | 29° 18′ N, 49° 54′ O / 29.3°N,49.9°O | 5 km     |
| R         | 29° 30′ N, 50° 48′ O / 29.5°N,50.8°O | 6 km     |
| U         | 31° 00′ N, 52° 54′ O / 31.0°N,52.9°O | 3 km     |
| V         | 30° 54′ N, 54° 00′ O / 30.9°N,54.0°O | 4 km     |